# Urbain Van Der Flaes
Urbain Van Der Flaes (Ravels, 7 november 1950) is een Belgisch voormalig wielrenner.

## Carrière
Van Der Flaes reed van 1976 tot 1980 als prof en nam deel aan de Ronde van Italië 1979. Hij reed ook nog Milaan-San Remo in 1980 waar hij 65e werd. Verder reed hij nog een deel kleinere koersen zonder overwinningen.

## Resultaten in de voornaamste wedstrijden
| Jaar | Ronde van Italië | Ronde van Frankrijk | Ronde van Spanje |
| ---- | ---------------- | ------------------- | ---------------- |
| 1976 |                  |                     |                  |
| 1977 |                  |                     |                  |
| 1978 |                  |                     |                  |
| 1979 | 101e             |                     |                  |
| 1980 |                  |                     |                  |

| Jaar | Milaan-San Remo |
| ---- | --------------- |
| 1976 |                 |
| 1977 |                 |
| 1978 |                 |
| 1979 |                 |
| 1980 | 65e             |

Berckmans ·
De Bisschop ·
De Clerck ·
De Vlaeminck ·
Dubois ·
Ebo ·
F. van Katwijk ·
J. van Katwijk ·
Leman ·
Libouton ·
Scheers ·
Van De Vijver · 
Van Der Flaes ·
Van Der Stappen ·
Vanden Haesevelde ·
Verhaegen